# Toropamecia apaxa
Toropamecia apaxa är en tvåvingeart som beskrevs av Timothy M. Cogan 1978. Toropamecia apaxa ingår i släktet Toropamecia och familjen markflugor. Inga underarter finns listade i Catalogue of Life.